# Voyah Free
Voyah Free – elektryczny i hybrydowy samochód osobowy typu SUV klasy wyższej produkowany pod chińską marką Voyah od 2021 roku.

## Historia i opis modelu

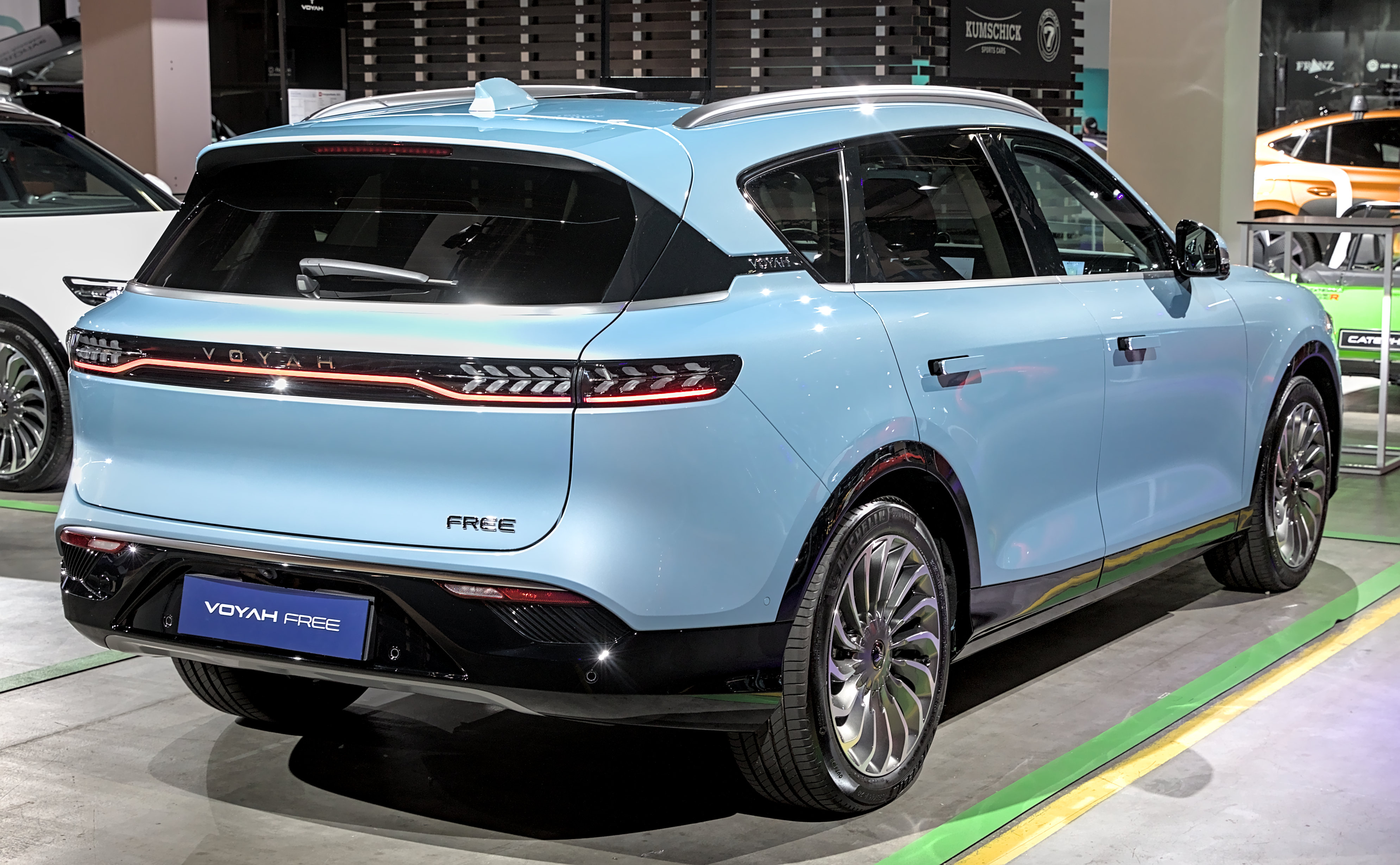
Voyah Free - tył

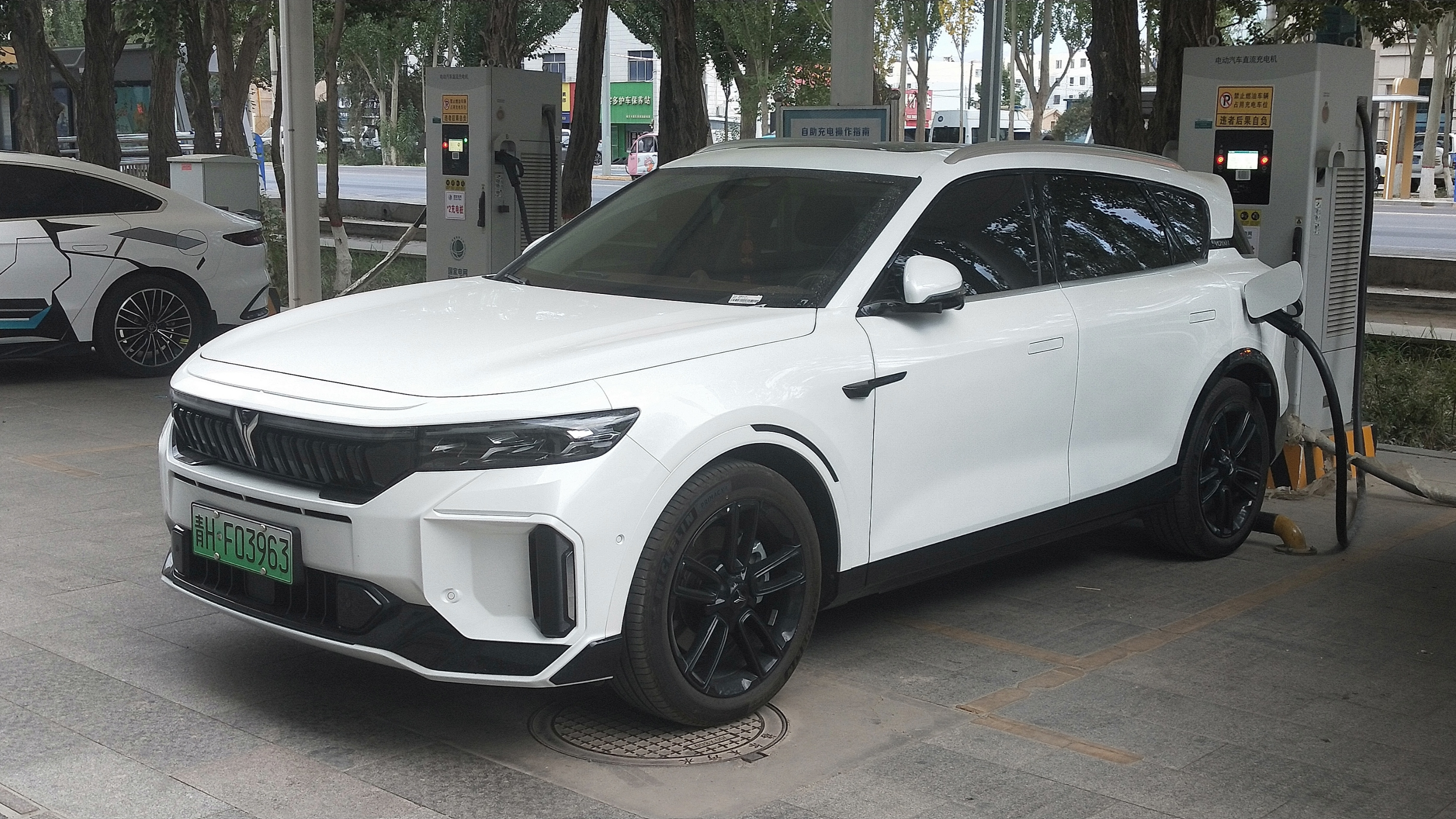
Voyah Free po liftingu

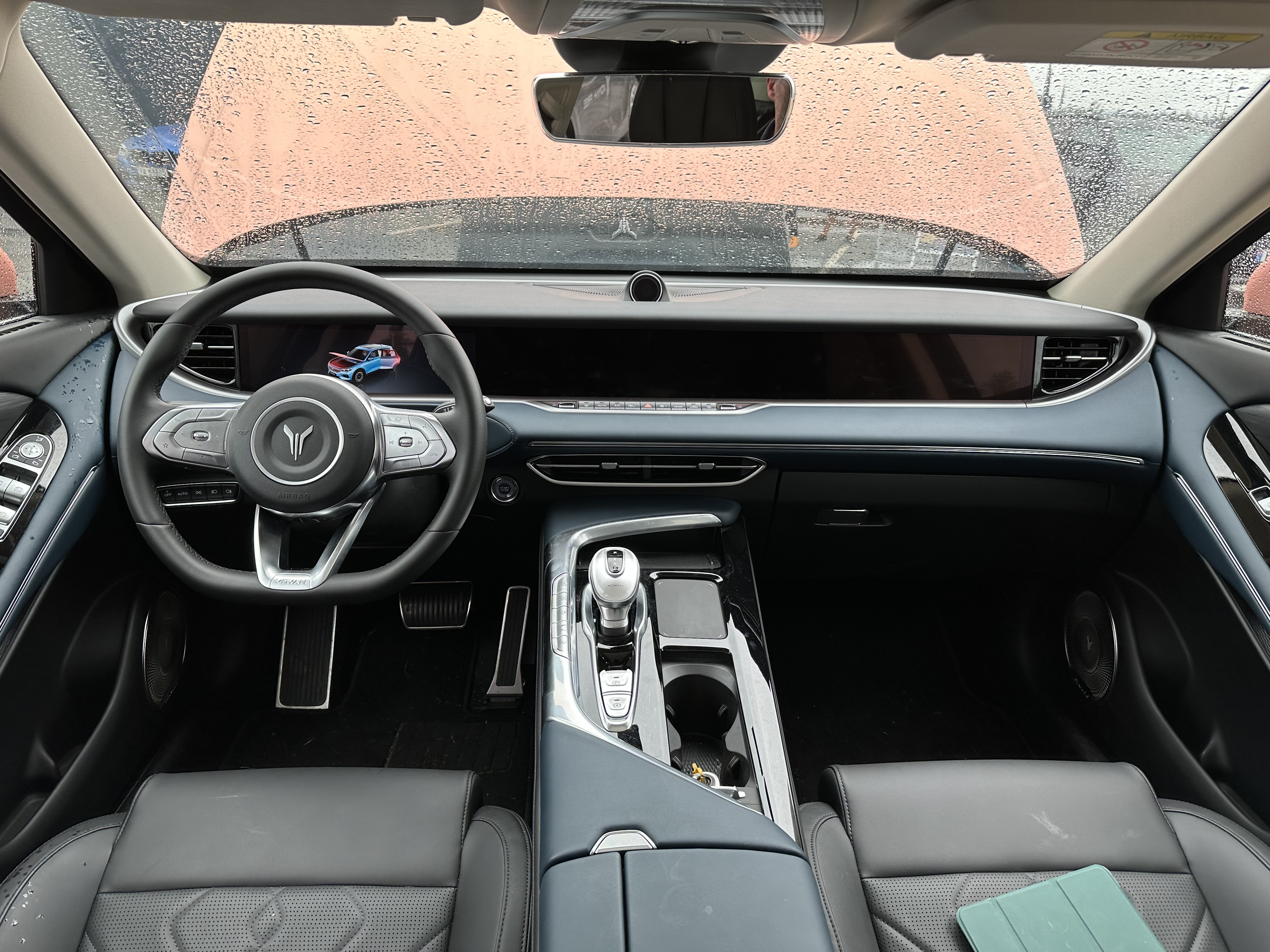
Voyah Free - kokpit

We wrześniu 2020 podczas międzynarodowych targów samochodowych Beijing Auto Show chiński państwowy koncern Dongfeng Motor zainaugurował utworzenie nowej marki luksusowych samochodów elektrycznych Voyah za pomocą dwóch prototypów. Jednym z nich było studium dużego SUV-a Voyah i-Free Concept, którego seryjnym rozwinięciem został przedstawiony 3 miesiące później Voyah Free - pierwszy produkcyjny model tej marki. Podobnie jak w przypadku studium, za projekt stylistyczny odpowiedzialne było włoskie studio projektowe Italdesign Giugiaro. Samochód zyskał smukłą sylwetkę z szerokim nadwoziem i łagodnie opadającą linią dachu, wyróżniając się chowanymi klamkami, zachodzącą szybą klapy bagażnika i jednoczęściowym, tylnym pasem świetlnym.
Kabina pasażerska utrzymana została w luksusowej estetyce, wyróżniając się możliwością aranżacji za pomocą dwubarwnego, kontrastującego skórzanego pokrycia foteli i deski rozdzielczej. Deska rozdzielcza utrzymana została w cyfrowym wzornictwie, z dominującym motywem rozciągających się na całą szerokość trzech ekranów o przekątnej 12,3 cala do funkcji: zegarów, centrum sterowania głównymi funkcjami pojazdu oraz systemu inforozrywki dla pasażera. Nietypowym rozwiązaniem jest możliwość obniżenia się daszka z ekranami i zmniejszenia pola wyświetlanych informacji, co można wywołać za pomocą przycisku lub automatycznie po przejściu w sportowy tryb jazdy.

### Lifting
W sierpniu 2023 Voyah Free przeszedł modernizację z ograniczeniem do lokalnego rynku chińskiego. Pas przedni został upodobniony do tego znanego już z edycji specjalnej DNA, wyróżniając się bardziej kanciastymi krawędziami, większym wlotem powietrza i inaczej ukształtowaną dolną krawędzią. Przeprojektowano także tylny zderzak, wprowadzając jeszcze nowe kolory malowania oraz wzory alufelg. Pod kątem technicznym samochód został wyposażony w system półautonomicznej jazdy nowej generacji, Apollo Highway Driving Pro, dostarczony przez chińską firmę Baidu.

### Sprzedaż
Voyah Free zbudowany został z myślą o globalnych rynkach zbytu, w pierwszej kolejności trafiając do sprzedaży na rodzimym rynku chińskim w lipcu 2021 roku. W styczniu 2022 wielkość produkcji w zakładach w Wuhan przekroczyła próg 10 tysięcy samochodów, z kolei w lutym tego samego roku firma oficjalnie ogłosiła rozpoczęcie operacji na pierwszym rynku zagranicznym - w Norwegii. Pod koniec września 2022 pierwsze 500 egzemplarzy Voyaha Free dotarły transportem morskim z fabryki w Wuhan do portu w Drammen, przypieczętowując debiut chińskiej firmy na tamtejszym rynku. W grudniu 2022 Voyah rozpoczął oficjalną sprzedaż SUV-a Free na kolejnym rynku zagranicznym, rozpoczynając dystrybucję w Rosji. W 2023 roku zasięg rynkowy poszerzono z kolei o Szwajcarię, Białoruś oraz Polskę. Na początku 2024 roku samochód trafił do sprzedaży i lokalnej produkcji w Zjednoczonych Emiratach Arabskich jako Rabdan One.

### Dane techniczne
Voyah Free to samochód oferowany w dwóch wariantach napędowych w oparciu o modułową platformę Electric Smart Secure Architecture (ESSA) koncernu Dongfeng. Pierwszym z nich jest odmiana hybrydowa typu plug-in, której układ tworzy turbodoładowany silnik benzynowy o pojemności 1,5 litra, który razem z 33 kWh baterią umożliwia przejechanie na jednym ładowaniu do 860 kilometrów. W pełni elektryczny wariant dostępny jest z kolei w baterią 88 kWh, który z napędem AWD według normy pomiarowej NEDC oferuje maksymalnie 505 kilometrów zasięgu i 475 kilometrów zasięgu w odmianie tylkonapędowej. Topowy, przedstawiony w drugiej połowie 2022 roku wariant Ultra Long Range wyposażony jest w baterię o pojemności 106,7 kWh, która według chińskiej normy pomiarowej CLTC umożliwia przejechanie na jednym ładowaniu do 631 kilometrów.